# 高疃镇
高疃镇，是中华人民共和国山東省烟台市福山区下辖的一个乡镇级行政单位。

## 行政区划
高疃镇下辖以下地区：
高疃北村、高疃南村、高疃西村、邹格庄村、陈家庄村、东罗格庄村、西罗格庄村、肖家夼村、湘里村、肖古家村、大谷家村、肖家沟村、李家沟村、曲家沟村、孙家疃村、渡口村、店子村、湘河村、古上村、寨子村、松岚村、西栾家疃村、唐家疃村、义井村、赵家庄村、隆口村、小河子村、王家疃村、上疋山夼村、下疋山夼村、口子村、东宋洲村、西宋洲村、前沙坝子村、后沙坝子村、曲家村、邢家村、和平村、大转村、巨屯村和吕家沟村。

## 人口
2010年中国第六次人口普查时，高疃镇共有人口21159人。共有家庭8780户，平均每户2.40人。14岁以下的少年儿童共1590人，占总人口7.514%；15-64岁人口共15921人，占总人口75.24%；65岁及以上的老年人共3648人，占总人口的17.24%。男性共计10567人，占总人口49.94%；女性共计10592，占总人口50.05%。本地居住的人口中，拥有本地户籍的人口为20242人，占95.66%。